# Stadio Vito Curlo
Lo stadio Vito Curlo è un impianto sportivo multifunzione di Fasano.
Ospita gli incontri interni della prima squadra del Fasano e, saltuariamente, delle varie rappresentative giovanili locali.
Dall'inizio degli anni ottanta è intitolato al calciatore fasanese Vito Curlo, morto in un incidente automobilistico nel 1981.

## Storia
Lo stadio di Fasano fu costruito nel 1933. Al momento dell'inaugurazione la struttura era dotata solo delle mura di cinta, del campo di gioco e della recinzione. I primi ad utilizzare l'impianto furono delle formazioni militari; cominciò, nel dopoguerra, ad essere terreno di gioco delle neonate società di calcio. 
Gli ampliamenti e la ristrutturazione delle gradinate va di pari passo con le fortune della compagine calcistica cittadina: nel 1989 vengono ampliate la tribuna coperta e la tribuna sul lato opposto e il terreno di gioco seminato in erba. Nel 2001, per risolvere il problema della sistemazione delle tifoserie ospiti, viene costruita la gradinata sul lato sud, ribattezzata dai tifosi locali "Curva Sud". 
In occasione dei mondiali di calcio Italia '90, Fasano viene scelta come sede del quartier generale della nazionale del Camerun, un albergo della Selva di Fasano quale sede del ritiro, mentre lo stadio “Vito Curlo” come sede per gli allenamenti. Si svolge anche un'amichevole tra la nazionale camerunese e l'U.S. Fasano (vinta dai biancazzurri per 2-1) ed in questa occasione viene inaugurato l'impianto d'illuminazione.
Nel campionato di Eccellenza 2005-2006 ha ospitato anche le partite casalinghe del Montalbano Calcio e la prima storica stracittadina tra Fasano e Montalbano: l'andata vide la vittoria per 1-0 dei gialloblu mentre il ritorno fu vinto dal Fasano per 2-0.
Nel giugno 2021 sono iniziati i lavori di sostituzione del manto erboso, da erba naturale a sintetica, in modo da limitare i costi di gestione. Ciò ha costretto la squadra di casa a giocare sui campi dei comuni limitrofi fino al 23 gennaio del 2022.

## Capienza e caratteristiche
Il "Vito Curlo" ha una capienza complessiva di 4.900 posti a sedere ma omologati 4.002, di cui:
- 500 nella tribuna centrale, per la precisione dotata di 300 seggiolini, comprendente tribuna stampa con cabina per telecamere da 8 postazioni, cabina di regia dell'acustica dello stadio e tribuna d'onore da 20 posti,
- 1600 complessive nelle due tribune laterali (800 per lato), una delle quali ospitava le tifoserie ospiti prima della costruzione della "Curva Sud",
- 1600 in gradinata sud, occupata dai gruppi locali di tifo organizzato,
- 1200 in gradinata est, riservata alle tifoserie ospiti.

Dal 1990 è situata all'interno dei locali della gradinata est la sede societaria, in via Salvo d'Acquisto 1, è dotata di segreteria e presidenza, un'aula d'attesa, una sala conferenze, bacheca trofei e dal 2015 è sede dell'associazione dei tifosi biancoazzurri chiamata Il Fasano siamo noi.

## Altre attività
Lo stadio è spesso utilizzato per disputare tornei di calcio giovanili e a scopo benefico, degni di nota sono state le partite del cuore e le due finali della Coppa Italia Dilettanti.
In ambito extracalcistico ha ospitato anche tornei dei rugby giovanile.

## Trasporti
Lo stadio sorge nelle vicinanze della Strada statale 172 dir dei Trulli, appena al di fuori dalla zona centrale della città, ed è raggiungibile con vari mezzi di trasporto:
- in automobile, dalla Strada statale 16 Adriatica, in entrambe le direzioni, uscendo allo svincolo di Fasano-Taranto e proseguendo per la Strada statale 172 dir dei Trulli fino allo svincolo semaforico in corrispondenza dell'incrocio di via Nazionale dei Trulli (già via Taranto);
- in treno, scendendo alla stazione di Fasano, servita dalla ferrovia Adriatica, distante circa 4 km dallo stadio;
- con gli autobus extraurbani gestiti da Ferrovie del Sud Est, che operano collegamenti quotidiani da e per Bari, Brindisi e Taranto;
- con gli autobus urbani del trasporto pubblico locale gestito da Sita Sud;